# Neus Ballús
Neus Ballús née le 20 février 1980 est une réalisatrice et scénariste catalane.

## Biographie
Neus Ballús est titulaire d'un diplôme en communication audiovisuelle et d'un master en réalisation documentaire de l'Université Pompeu-Fabra à Barcelone. Elle réalise des courts métrages comme La Gabi en 2004, L'avi de la càmera en 2005 et le documentaire Immersió en 2009.
Son premier long-métrage La plaga en 2013, est projeté au 63e Festival international du film de Berlin. Il remporte quatre prix Gaudí. Le film dépeint la vie quotidienne dans une zone rurale de la périphérie de Barcelone, nommée Gallecs.
Son deuxième film, Le Voyage de Marta (El viatge de la Marta) en 2019 raconte l'histoire d'une jeune fille de 17 ans qui passe ses vacances de Noël au Sénégal avec son frère et son père. Lassée des voyages familiaux planifiés, et du comportement de son père, elle va à la découverte d'un monde qui lui permet de développer des relations étroites et complexes.
En août 2021, son film Six Jours à Barcelone est présenté en avant-première au 74e Festival du film de Locarno,. Il raconte la période d'essai d'un plombier marocain confronté aux préjugés de son chef de chantier catalan.

## Filmographie
- 2009 : Immersion (documentaire)
- 2013 : La plaga
- 2019 : Le Voyage de Marta (El viatge de la Marta)
- 2021 : Six Jours à Barcelone (Sis dies corrents)

## Distinctions
- La plaga
  - prix Gaudí du meilleur film en langue catalane, 2014
- Six Jours à Barcelone (Sis dies corrents)
  - Prix Gaudí 2022[9] :
    - meilleur film en langue catalane
    - meilleure réalisation
    - meilleur montage